# New deal
『new deal』（ニュー・ディール）は、globeの1枚目のミニ・アルバム。2006年8月9日にavex globeから発売された。ベスト盤やリミックス盤ではないglobeのオリジナル盤としては現時点で最新作であり、最後の作品となっている。

## 解説
デビューからちょうど11周年を迎えた日にリリースされた。サポートメンバーには、ドラムで元Guns N' Rosesのマット・ソーラムやナイン・インチ・ネイルズのジョシュ・フリーズ、ベースでアラニスバンドのクリス・チェイニーなどが参加している。
1・2曲目はラテンテイストの曲。3～5曲目は上記のサポートメンバーとバンドセッション形式で、ロサンゼルスにおいてレコーディングされた。

## 収録曲
| 全作曲・編曲: 小室哲哉。 |                                 |                      |            |      |
| #                        | タイトル                        | 作詞                 | 作曲・編曲 | 時間 |
| 1.                       | 「new deal」                    | 小室哲哉・RAP詞:MARC | 小室哲哉   | 3:45 |
| 2.                       | 「Please Please Please」        | KEIKO                | 小室哲哉   | 4:46 |
| 3.                       | 「Hey Say Hey Yeah!!」          | KEIKO・RAP詞:MARC    | 小室哲哉   | 5:55 |
| 4.                       | 「ALL HOPE」                    | MARC                 | 小室哲哉   | 4:05 |
| 5.                       | 「Soldier」(LA Session Version) | 小室哲哉・RAP詞:MARC | 小室哲哉   | 4:16 |
| 合計時間:                | 合計時間:                       | 合計時間:            | 22:47      |      |

## クレジット

### レコーディング・メンバー
- All Synthesizers, Keyboards & All Instrumentation : 小室哲哉
- Guitars : Lyle Workman
- Bass : Chris Chaney
- Drums : Matt Sorum, Josh Freese

### スタッフ
- Produced : 小室哲哉
- Mixed : 小室哲哉, Mike Butler, 佐竹央行
- Mastered : 前田康二
- Engineers : Mike Butler, 佐竹央行, かめだまさたか, たきたようへい
- MARC's Rap Direction : Chami
- Synthesizer Programming & Protool Editing : 岩佐俊秀
- A&R : 佐々木淳, はっとりたかえ
- Head of A&R : 伊東宏晃
- General Producer : 阿部元博
- Advisors : 荒木隆司, 林真司, 阿久津明, 前田治昌
- Executive Producers : 松浦勝人, 千葉龍平
- Art Direction & Design : ごしょうのけい
- Photographer : 舞山秀一